# Eirodziesma
Eirodziesma (укр. Європісня) — латвійський музичний конкурс, організований телекомпанією LTV, що визначав представника Латвії на Пісенному конкурсі «Євробачення» з 2000 по 2012 рік.

## Переможці
Умовні позначення
     Переможець
     Друге місце
     Третє місце
     Четверте місце
     П'яте місце
     Останнє місце
     Автоматичний фіналіст
     Не пройшла до фіналу
     Участь скасовано
| Рік  | Виконавець         | Пісня                 | Голосів у фіналі Eirodziesma | Євробачення                | Євробачення                | Євробачення           | Євробачення           |
| Рік  | Виконавець         | Пісня                 | Голосів у фіналі Eirodziesma | Фінал                      | Бали                       | Півфінал              | Бали                  |
| ---- | ------------------ | --------------------- | ---------------------------- | -------------------------- | -------------------------- | --------------------- | --------------------- |
| 2000 | Brainstorm         | «My Star»             | —                            | 3                          | 136                        | Без півфіналів        | Без півфіналів        |
| 2001 | Арніс Медніс       | «Too Much»            | —                            | 18                         | 16                         | Без півфіналів        | Без півфіналів        |
| 2002 | Marie N            | «I Wanna»             | 26 561                       | 1                          | 176                        | Без півфіналів        | Без півфіналів        |
| 2003 | F.L.Y.             | «Hello From Mars»     | 64 850                       | 24                         | 5                          | Без півфіналів        | Без півфіналів        |
| 2004 | Fomins & Kleins    | «Dziesma par laimi»   | 41 297                       | Не вдалося кваліфікуватися | Не вдалося кваліфікуватися | 17                    | 23                    |
| 2005 | Вальтерс і Кажа    | «The War Is Not Over» | 28 214                       | 5                          | 153                        | 10                    | 85                    |
| 2006 | Cosmos             | «I Hear Your Heart»   | 27 740                       | 16                         | 30                         | Автоматичний фіналіст | Автоматичний фіналіст |
| 2007 | Bonaparti.lv       | «Questa Notte»        | 49 422                       | 16                         | 54                         | 5                     | 168                   |
| 2008 | Pirates of the Sea | «Wolves of the Sea»   | 29 228                       | 12                         | 83                         | 6                     | 86                    |
| 2009 | Інтарс Бусуліс     | «Пробка»              | 21 027                       | Не вдалося кваліфікуватися | Не вдалося кваліфікуватися | 19                    | 7                     |
| 2010 | Aisha              | «What For?»           |                              | Не вдалося кваліфікуватися | Не вдалося кваліфікуватися | 17                    | 11                    |
| 2011 | Musiqq             | «Angel in Disguise»   | 12 539                       | Не вдалося кваліфікуватися | Не вдалося кваліфікуватися | 17                    | 25                    |
| 2012 | Anmary             | «Beautiful Song»      | 4645                         | Не вдалося кваліфікуватися | Не вдалося кваліфікуватися | 16                    | 17                    |